# Чанкотадзе, Шалва Лаврентьевич
Шалва Лаврентьевич Чанкотадзе (1902—1965) — генерал-майор авиации.
В начале Великой Отечественной войны (1941—1942) командовал Киевской группой ГВФ и 7-м отдельным авиационным полком ГВФ на Юго-Западном фронте, который вёл оборонительные бои на территории Украины. Затем участвовал в Сталинградской битве, Таганрогской, Донбасской, Никопольской наступательных операциях. В конце войны (1944—1945) командовал 10-й гвардейской дивизией ГВФ и принял участие в Белорусской, Львовско-Сандомирской, Яссо-Кишинёвской и Висло-Одерской наступательных операциях, обеспечивая эвакуацию раненных и переброску оружия и боеприпасов.
После войны продолжил работать в авиации. Возглавлял Закавказское, а затем Грузинское управление гражданской авиации (ГУГА). Жил в Тбилиси. Имел награды, в том числе польский Крест Грюнвальда.

## Семья
Сын, Зураб Шалвович Чанкотадзе, также стал лётчиком, а затем возглавлял департамент гражданской авиации Грузии. В 2000-х годах был осуждён. Отбыл срок и после выхода на свободу в 2013 году скончался. ЕСПЧ по делу «Чанкотадзе против Грузии» встал в основном на его сторону.